# Калітін Петро Петрович
Петро Петрович Калітін (1853, Нарва — 1927, Париж, Франція) — російський генерал, учасник Туркестанських походів і Першої світової війни.

## Біографія
Брат Павла Петровича Калитіна, народився в місті Нарва 30 жовтня 1853 року, навчався в Нижегородському кадетському корпусі, за неналежну поведінку виключений з 5-го класу.
У 1871 році вступив добровольцем в 1-й Туркестанський стрілецький батальйон, в якому 2-й ротою командував його старший брат Павло. В рядах цього батальйону П. Калітін взяв участь в 1873 році в Хивинском поході, за звитягу нагороджений Георгіївським хрестом і в 1874 році отримав звання прапорщика.
У 1875—1876 роках в складі загону генерала В. М. Троцького брав участь у підкоренні Кокандського ханства; удостоєний чину підпоручика і нагороджений орденами св. Анни 4-го ступеня на шаблю, 3-й ступеня з мечами і бантом, св. Станіслава 3-го ступеня з мечами і бантом. У 1880—1881 роках був в Ахал-Текінської експедиції, знаходився у розпорядженні Куропаткіна, під час штурму Геок-Тепе був контужений і проведений в штабс-капітани і нагороджений орденами св. Станіслава 2-го ступеня з мечами, св. Володимира 4-го ступеня з мечами і бантом і св. Георгія 4-го ступеня. Згодом зусиллями Калітина біля Денгіль-Тепе, на місці стоянки Туркестанської колони Куропаткіна, був споруджений пам'ятник на честь загиблих тут товаришів. У 1881 році їм було видано в «Ізвестіях Імператорського Російського географічного товариства» «Опис шляху, дослідженого поручиком 1-го Туркестанського стрілецького батальйону Калітіним між ахалтекинскую і Хівинський оазисами, з фортеці Кунягеок-Тепе до руїн фортеці Змукшір, через колодязі: Мамед-Діяр, Дербент, Шейх, Лайли і засипані колодязі Кизіл-ча-куюси і Чагил: з 7 по 19 лютого 1881 року», згодом вийшло і окремим виданням (СПб, 1881). У 1885 році Калітін був призначений до військ Кавказького військового округу і завідувачем Туркменської кінної міліції, в 1890 проведений в підполковники. У 1893 році призначений командиром Туркменського кінно-іррегулярні дивізіону, в 1895 р — чин полковника.
10 червня 1899 року Калітін призначений командиром 1-го Волгского полку Терського козацького війська. У 1902 році отримав звання генерал-майора, 28 травня 1903 року призначений командиром 2-ї бригади 2-ї зведеної козачої дивізії, в 1906 р — начальником Уссурійської кінної бригади, в 1907 році — начальником Забайкальської козачої бригади, з 22 вересня 1909 році отримав призначення командуючим Західно-Сибірської козачої бригадою, на наступний день, 23 вересня, отримав звання генерал-лейтенанти.
Учасник 1-ї світової війни. З 4 (17) лютого 1915 року — командир 1-го Кавказького армійського корпусу. 22 березня (4 квітня) 1915 проведений в генерали від кавалерії. У тому ж році 17 травня нагороджений орденом св. Георгія 3-го ступеня
19 травня 1916 нагороджений Георгіївською зброєю з діамантами і написом «За хоробрість» за штурм Ерзерумском укріпрайону. 12 березня 1917 року призначений членом Олександрівського комітету про поранених.
Під час Громадянської війни перебував спочатку в резерві чинів при штабі Головнокомандувача ЗСПР А. І. Денікіна, потім при штабі Кавказької армії Врангеля; після залишення Криму перевезений до Константинополя, потім емігрував до Болгарії, а пізніше перебрався до Франції, де працював нічним сторожем на автомобільному заводі. Був головою Спілки Георгіївських кавалерів.
Помер 6 червня 1927 в Російському старечому будинку в Сент-Женев'єв-де-Буа від паралічу серця. Похований на кладовищі Сент-Женев'єв де Буа.